# Ilheus Challenger 1989
L'Ilheus Challenger 1989 è stato un torneo di tennis facente parte della categoria ATP Challenger Series nell'ambito dell'ATP Challenger Series 1989. Il torneo si è giocato a Ilhéus in Brasile dal 30 ottobre al 6 novembre 1989 su campi in cemento.

## Vincitori

### Singolare
Richard Fromberg ha battuto in finale  Jean-Philippe Fleurian con il punteggio di 3–6, 6–3, 6–2

### Doppio
Javier Frana /  Cássio Motta hanno battuto in finale  Sergio Casal /  Javier Sánchez con il punteggio di 6–4, 6–2